# Vladimír Petlák
Vladimír Petlák (21. února 1946, Kuřim – 2. února 1999) byl český volejbalista, reprezentant Československa, člen bronzového týmu na LOH 1968 v Mexiku. Byl mistrem světa z roku 1966 a vicemistrem Evropy z roku 1967.

## Účast na LOH
- LOH 1968 - 3. místo
- LOH 1972 - 6. místo
- LOH 1976 - 5. místo